# 376 a. C.
El año 376 a. C. fue un año del calendario romano prejuliano. En el Imperio romano se conocía como el Año del tribunado de Mugilano, Lanato, Cornelio y Pretextato (o menos frecuentemente, año 378 Ab urbe condita).

## Acontecimientos
- Batalla de Naxos - Atenas derrota a Esparta
- La ciudad tracia de Abdera es saqueada por los tribalos

## Fallecimientos
- Rey An de Zhou

- Datos: Q83250